# Flügel aus Stahl
Wings ist ein US-amerikanischer Kriegsfilm von William A. Wellman aus dem Jahr 1927. An der Schwelle zum Tonfilmzeitalter brachte ihn die Produktionsfirma Paramount Pictures sowohl stumm als auch mit einer auf Lichttonspur konservierten Orchestermusik nebst Geräuscheffekten heraus. Auf der ersten Oscarverleihung im Jahre 1929 gewann Wings den Oscar als Bester Film.

## Handlung
Es ist das Jahr 1917. Jack Powell ist ein junger Mann, der schnelle Autos liebt und davon träumt, Pilot zu werden. Seine Nachbarin ist Mary Preston, die unsterblich in ihn verliebt ist, was er aber nicht zu bemerken scheint. Er wiederum liebt Sylvia Lewis, die aber mit dem reichen David Armstrong liiert ist.
Als die USA in den Ersten Weltkrieg eintreten, melden sich die beiden jungen Männer freiwillig zum American Flying Corps, wo sie Freunde werden. Während die beiden über Frankreich zahlreiche Luftkämpfe bestreiten, meldet sich Mary Preston freiwillig zum Women’s Motor Corps des Roten Kreuzes, um über Jack hinwegzukommen und gelangt ebenfalls nach Frankreich.
Eines Tages werden alle Urlauber für die große Offensive an die Front gerufen. Mary hat Jacks Namen in Paris auf einer Liste entdeckt. Sie findet ihn im Folies Bergère in Gesellschaft einer schönen Französin, doch der junge Mann ist so sturzbetrunken, dass er Mary nicht erkennt. Sie leiht sich das Kleid einer Tänzerin und spannt ihn der Französin aus. Im Hotelzimmer schläft Jack allerdings nur noch seinen Rausch aus.
Während eines finalen Großangriffs der US-Streitkräfte wird David hinter den deutschen Linien abgeschossen. Deutsche Infanterie will ihn gefangen nehmen, doch er ergibt sich nicht und als auf ihn geschossen wird, stürzt er sich in einen Fluss und täuscht seinen Tod vor. Der deutsche Flieger Hauptmann Kellermann wirft über dem englischen Flugplatz eine Nachricht über den Abschuss und den Tod des Piloten ab.
Am nächsten Tag beschießt der nach Rache dürstende Jack mangels gegnerischer Flugzeuge die Bodentruppen hinter der Front und richtet ein Blutbad an. Als er bereits auf dem Rückweg ist, entdeckt er ein einzelnes deutsches Flugzeug, das in die gleiche Richtung fliegt. Es ist David, der inzwischen ein deutsches Flugzeug gestohlen hat und seinen Verfolgern entkommen ist. Doch Jack erkennt ihn nicht. Er sieht nur das feindliche Hoheitszeichen, schießt den vermeintlichen Deutschen ab und landet in der Nähe des Wracks, um sich das Kreuz-Emblem als Trophäe vom Leitwerk abzuschneiden. Infanterie hat sich inzwischen um den sterbenden Piloten gekümmert. Eine Französin bittet Jack hinzu und er erkennt voller Entsetzen, dass er seinen Freund getötet hat.
Jack kehrt in die Heimat zurück und wird als Held gefeiert. Der Besuch bei Davids Eltern fällt nicht so schlimm aus wie befürchtet. Die gramgebeugten Eltern sprechen Jack von seiner Schuld frei, wie zuvor schon David und die Franzosen. So sei nun mal der Krieg.
Letztlich finden Jack und Mary zusammen. Jack beichtet seinen kleinen Fehltritt in Frankreich und sie verzeiht ihm, ohne zu erwähnen, dass sie selbst die gewisse Dame war. So nimmt der Krieg zumindest für diese beiden ein gutes Ende.

## Hintergrund

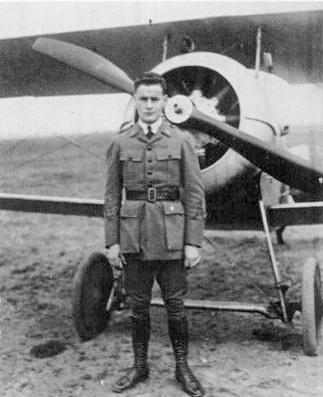
William A. Wellman während seines Kriegseinsatzes 1917

Wings wurde zwischen dem 7. September 1926 und dem 7. April 1927 in Bexar County, Texas, den camps Bullis und Stanley, San Antonio, Texas, dem Fort Sam Houston, Texas sowie in Tucson, Arizona aufgenommen; die Luftaufnahmen wurden in Kelly Field, San Antonio, Texas gedreht. Regisseur William Wellman war selbst im Ersten Weltkrieg Flugzeugführer gewesen. Für den Film wurden Hunderte von Kleindarstellern engagiert; an den Luftaufnahmen waren über 300 Piloten beteiligt. Der Schnitt und die Vorbereitungen für die Aufführung nahmen sechs Wochen in Anspruch.
Wings wurde als preview in San Antonio, Texas bereits am 19. Mai 1927 gezeigt. Die Premiere fand im Criterion Theater in New York City am 12. August 1927 statt. Sie wurde von Mordaunt Hall in der New York Times vom 13. August 1927 besprochen. In Österreich fand am 31. August 1928 die kontinentale Uraufführung statt. Der Film wurde europaweit gezeigt. Er lief in Frankreich, der Tschechoslowakei, Portugal, Schweden und Finnland, und in Übersee auch in Argentinien, Brasilien und Japan.
Der theme song für Wings von J.S. Zamecnik wurde auch in Europa ein Schlager. Er erschien, von verschiedenen Kapellen gespielt und mit einem deutschen Text versehen, auch auf deutschen Grammophonplatten:
- Homocord 4-3090 (T.C.568, A 29.4.29)    Fliegerlied (J.S.Zamecnik) aus dem Film „Wings“. Orchester Lud Gluskin.
- Odeon O-5824 b (Be 7898)    „Wings“ (Flieger, tapferer Flieger) Fliegerlied aus dem gleichnamigen Paramount-Film (J.S.Zamecnik). Tanzorchester Dajos Béla, Refraingesang: Robert Koppel, aufgen. Anfang 1929[5]
- Electrola E.G. 1125 (BL4820-1) „Wings“ (Fliegerlied) (J.S.Zamecnik) Marek Weber und sein Orchester. Berlin, Februar 1929

## Technische Besonderheiten
Wings kam außer in stummen Kopien auch in einer mit einer Lichttonspur versehenen Kopie in den Verleih. Sie war nach dem „Kinegraphone“-Verfahren der General Electric, das später RCA Photophone genannt wurde, aufgenommen und enthielt außer der orchestralen Begleitmusik von J.S. Zamecnik auch inzidentielle Geräusche, aber noch keine Dialoge.
Einige Passagen wurden nach dem frühen Breitwandverfahren „Magnascope“ aufgenommen, das schon 1926 bei dem Film Old Ironsides von James Cruze Verwendung fand. Dazu wurden für die Kinos besondere Projektionswände entwickelt, die auch den Ton aus den dahinter aufgestellten Lautsprechern gut durchließen.
Die Kopien waren viragiert. In den Luftkampfszenen wurden Flammen und Explosionen im Bild nach dem Verfahren von Max Handschiegl künstlich eingefärbt.

## Kritiken
Wings gilt als einer der besten Fliegerfilme aller Zeiten und wurde in neun Monaten mit einem für die damalige Zeit ungeheuren Budget von zwei Millionen US-Dollar gedreht. Zum ersten Mal arbeitete Hollywood für diese Produktion mit der Armee zusammen, die die Dreharbeiten massiv unterstützte. Als Folge davon sind die Flug- und Kampfszenen derart realistisch und spektakulär geworden, dass lange Zeit geglaubt wurde, Wellman hätte Originalaufnahmen aus dem Weltkrieg verwendet.

## Auszeichnungen
Wings bekam bei der Oscarverleihung 1929 als erster Film den Oscar für den „Besten Film“ und „Engineering Effects“ (etwa: Beste technische Effekte) der Academy of Motion Picture Arts and Sciences. Da im selben Jahr mit The Jazz Singer der erste Tonfilm in die Kinos kam, sind Wings und der ebenfalls im Jahr 1927 erschienene Film Sunrise über Jahrzehnte die einzigen Stummfilme, die die Auszeichnung „Bester Film“ bekommen haben. Erst im Jahr 2012 wurde bei der Verleihung der 84. Academy Awards mit „The Artist“ wieder ein Stummfilm in dieser Kategorie ausgezeichnet. 1997 erfolgte die Aufnahme in das National Film Registry.

## Sonstiges
Viele Elemente des Films sind wegweisend und wurden in anderen Filmen erneut verwendet. So sind etliche Luftkampfszenen fast deckungsgleich zu denen in Schlacht in den Wolken und Flyboys – Helden der Lüfte, und der als Glücksbringer mitgeführte kleine Teddybär eines Piloten ist erneut in Flyboys zu sehen.

## Einzelbelege
1. ↑  Anzeige in: Vossische Zeitung, 6. Januar 1929, Sonntags-Ausgabe, S. 28
2. ↑  vgl. Internet Movie Database/locations:
3. ↑   vgl. movie review: wings (1927) THE SCREEN; The Flying Fighters. By MORDAUNT HALL. Published: August 13, 1927, S. 10
4. ↑  Anzeige in: Mein Film Nr. 140, S. C
5. ↑   Hörbeispiel vgl. youtube
6. ↑  vgl. Werbung mit marvelous synchronized sound effects und Magnascope screen projection auf dem Plakat bei bp1.blogger.com
7. ↑  vgl. silentera : “Magnascope sequences. Color-tinted and hand-tinted prints. General Electric Kinegraphone (later called RCA Photophone) sound-on-film sound system (music and sound effects added for 1927 sound rerelease)”, Jan-Christopher Horak bei filmlexikon.uni-kiel.de
8. ↑   vgl. Anzeige bei vitaphone blogspot
9. ↑   dem Handschiegl color process, vgl. Gerd Koshofer bei filmlexikon.uni-kiel.de, Martin Reinhart: Artikelreihe zum Farbfilm, erschienen in der Zeitschrift Media Biz
10. 1 2  Doreen Kaltenecker: „Flügel aus Stahl“ (1927). 28. Mai 2019, abgerufen am 7. April 2025.